# Campeonato Mundial de Atletismo em Pista Coberta de 2016 - Salto em altura feminino
A prova do salto em altura feminino do Campeonato Mundial de Atletismo em Pista Coberta de 2016 ocorreu dia  20 de março em Portland, nos Estados Unidos.

## Recordes
Antes desta competição, os recordes mundiais e do campeonato nesta prova eram os seguintes:
|    | Nome               | Nacionalidade | Altura  | Local                        | Data                   |
| -- | ------------------ | ------------- | ------- | ---------------------------- | ---------------------- |
| WR | Kajsa Bergqvist    | Suécia        | 2m 08cm | Arnstadt, Alemanha           | 4 de fevereiro de 2006 |
| CR | Stefka Kostadinova | Bulgária      | 2m 05cm | Indianápolis, Estados Unidos | 8 de março de 1987     |

## Medalhistas
| Ouro                    | Prata             | Bronze                |
| Vashti Cunningham (USA) | Ruth Beitia (ESP) | Kamila Lićwinko (POL) |

## Resultados
A prova ocorreu dia 20 de março. 
| Colocação         | Nome                | Nacionalidade     | 1.84 | 1.89 | 1.93 | 1.96 | 1.99 | Resultados | Notas |
| ----------------- | ------------------- | ----------------- | ---- | ---- | ---- | ---- | ---- | ---------- | ----- |
| Medalha de ouro   | Vashti Cunningham   | Estados Unidos    | o    | o    | o    | o    | xxx  | 1.96       |       |
| Medalha de prata  | Ruth Beitia         | Espanha           | o    | o    | o    | xo   | xxx  | 1.96       |       |
| Medalha de bronze | Kamila Lićwinko     | Polónia           | xo   | o    | xo   | xo   | xxx  | 1.96       |       |
| 4                 | Airinė Palšytė      | Lituânia          | xo   | o    | xxo  | xxo  | xxx  | 1.96       |       |
| 5                 | Sofie Skoog         | Suécia            | o    | o    | o    | xxx  |      | 1.93       |       |
| 5                 | Levern Spencer      | Santa Lúcia       | o    | o    | o    | xxx  |      | 1.93       |       |
| 7                 | Alessia Trost       | Itália            | o    | o    | xo   | xxx  |      | 1.93       |       |
| 8                 | Erika Kinsey        | Suécia            | o    | xxo  | xxo  | xxx  |      | 1.93       | SB    |
| 9                 | Doreen Amata        | Nigéria           | o    | o    | xxx  |      |      | 1.89       |       |
| 10                | Lissa Labiche       | Seicheles         | o    | xxo  | xxx  |      |      | 1.89       | NR    |
| 10                | Isobel Pooley       | Reino Unido       | o    | xxo  | xxx  |      |      | 1.89       |       |
| 11                | Priscilla Frederick | Antígua e Barbuda |      |      |      |      |      | DNS        |       |

Legenda
| Recorde mundial       | Recorde mundial (World record)               |                       | Recorde africano                      | Recorde africano (African) |                                           | Q | Classificado por posição (Qualified) |
| Recorde do campeonato | Recorde do campeonato (Championship record)  | Recorde da América    | Recorde da América (Americas)         | q                          | Classificado por melhor tempo (Qualified) |   |                                      |
| Melhor marca do ano   | Melhor marca do ano (World leading)          | Recorde asiático      | Recorde asiático (Asian)              | DNS                        | Não largou (Did not start)                |   |                                      |
| Recorde nacional      | Recorde nacional (National record)           | Recorde europeu       | Recorde europeu (European)            | DNF                        | Não terminou (Did not finish)             |   |                                      |
| Recorde pessoal       | Recorde pessoal do atleta (Personal best)    | Recorde da Oceania    | Recorde da Oceania (Oceania)          | DSQ / DQ                   | Desclassificado (Disqualified)            |   |                                      |
| Recorde da temporada  | Recorde da temporada do atleta (Season best) | Recorde sul-americano | Recorde sul-americano (South America) | NM                         | Sem marca (No mark)                       |   |                                      |